# 블랙이글스
블랙이글스(영어: Black Eagles)은 다양한 곡예비행을 통해 조종사들의 조직적인 협동심과 고도의 비행기량을 선보이고 있는 대한민국 공군의 곡예비행팀이다. 블랙이글스의 다른 부대명은 제53특수비행전대이다.

## 정보
블랙이글은 대한민국 공군을 대표한다는 사명감과 자부심으로 국가에는 충성과 봉사를, 국민에게는 기쁨과 희망을 주기 위해, 일치된 팀웍으로 최고의 비행을 지향해 나가고 있다. 다양한 국가행사 및 에어쇼서 대한민국과 공군을 대표하는 기동을 선보이고 있다. 1953년 대한민국 최초로 4대의 F-51무스탕으로 최초의 특수비행을 선보인 이후, 1967년 F-5A로 구성된 '블랙이글' 팀이 창설되었고 1979~1993년까지 잠시 중단된 에어쇼는 1994년 A-37B 기종으로 상설 에어쇼팀인 블랙이글팀으로 재창설되었다. 2007년 T-50으로의 기종전환을 위해 잠시 해편된 후 2009년 T-50으로 기종을 변경하여 제239특수비행대대 블랙이글로 증창설 되었다. 2010년 에어쇼 전용기체인 T-50B를 인수받기 시작하여 2011년 4월 T-50B 전력화를 완료하였다. 2013년 4월 1일 창설된 제53특수비행전대로 예속전환 되었다.

## 역사
- 1953년: 한국공군 최초로 특수비행 시범 시작 (기종: F-51 MUSTANG) 
 10월 1일: 6.25 종전에 따른 국군의 날 행사 일환으로 사천 비행장에서 F-51 무스탕 4대로 편대비행 및 특수비행과 대지 공격을 처음으로 관람객에게 선보임
- 1954년 ~ 1958년: 매년 국군의 날 행사의 일환으로 한강변에서 특수비행 실시
- 1962년: “BLUE SABRE” 라는 팀 명칭으로 국군의 날 경축행사시 특수비행 시범
 - 10월 2일: 본격적인 에어쇼팀의 성격을 갖춘 곡예비행으로 한강변에서 개최되었던 국군의 날 경축행사에서 첫선을 보인 F-86기종 4대로 구성된 "쇼플라잉팀"이 공중분열과 특수곡예비행 공중사격을 선보임
 - 팀명: "BLUE SABRE"
 - 기종: F-86 SABRE
- 1963 ~ 1966년: 매년 10월에 한강변 및 전국 순회에어쇼 실시
- 1967년: 새로 도입된 F-5A 기종으로 '검은독수리'(블랙이글)를 창설
 - 10월 3일: 한강 백사장에서 최대의 공중전지행사를 개최.[1] 당시 행사는 블랙이글팀의 특수곡예비행을 비롯하여 300여대의 각종 항공기가 대거 참가한 가운데 대통령을 비롯한 국내외 귀빈과 서울 시민이 관전 상설팀이 아닌 국군의 날 행사를 위해 3~4개월 동안 임시로 구성된 형태를 취했으나, 현재 “블랙이글”의 태동이 되었던 시기임
 - 팀명: “블랙이글”
 - 기종: F-5A Freedom Fighter
- 1968~1969년: 10월 2일에는 창군사상 최대규모의 공군전시행사에서 두 번째로 선보인 블랙이글팀은 한강 백사장에서 서울 시민 50만명이 참가한 가운데 공중기동과 묘기의 절묘한 AIRSHOW를 펼쳤으며 AIRSHOW 4개 과목중 LOOP, 배면교차, 단종진 회전등 12개의 고난도 과목을 실시.
- 1973년 ~ 1978년
- 1978년 ~ 1993년: 대량 편대군 시범비행으로 대체되면서“블랙이글”활동 잠정 중단
 블랙이글팀은 F-5A 항공기의 노후화에 따른 새로운 기동선정의 문제로 다양한 기종이 대규모 편대군을 형성하여 공중 분열하는 형태로 AIRSHOW를 대신.
- 1994년 12월 12일: 대한민국 유일의 곡예비행팀이며, 상설 전문 특수비행팀인 "블랙이글" 재창설.(당시 김홍래 참모총장의 지시로 제8전투비행단 238비행대대 제2비행대에 창설)
- 팀명: 블랙이글스
- 기종: A-37B Dragon Fly
- 1995년: 광복 50주년, KFP 국내생산 기념 행사 등
- 1996년: 서울 에어쇼, 모형항공기대회, 각종 지방행사 등
- 1997년: 국제 마라톤대회, 참전군인회, 모형항공기대회, 20비 전력화 기념 행사 등
- 1998년: 건군 50주년, 서울 에어쇼, 모형항공기대회등
- 1999년: 모형항공기대회, 공군 창군 50주년, 안산 에어쇼, 청주 항공 EXPO 등
 - 4월 1일: 제239특수비행대 블랙이글로 독립(기종:A-37B DRAGON FLY)
- 2000년: 모형항공기대회, 청주항공 EXPO, 참전군인회등
- 2001년: 모형항공기대회, 부산 아시아드 주경기장 개장식, 서울 에어쇼 2001 등
- 2002년: 모형항공기대회, 전국체전, 오산기지공개행사 축하비행 등
- 2003년: 모형항공기대회, Korea 에어쇼 2003, 55주년 국군의 날 기념 행사 등
- 2004년: 진해 군항제, 모형항공기대회, 강릉국제관광 민속제, 부산 바다축체 등
- 2005년: AIR POWER DAY, 서울 에어쇼 2005, F-15K 창대 축하비행, 모형항공기대회 등
- 2006년: AIR POWER DAY, 사천 항공우주 엑스포 보관됨 2013-09-14 - 웨이백 머신, 모형항공기대회등
- 2007년: 동계 올림픽 IOC 실사방문, 서울 에어쇼2007, 모형항공기대회등
 - 10월 21일 서울 에어쇼에서 고별 비행(김은기 참모총장 지휘 비행)
 - 10월 31일 제 239특수비행대 일시 해편
- 2008년: T-50 특수비행T/F 구성
- 2009년: 3월 T-50 특수비행팀 전환, 8월 제 239특수비행대대 증설 창대(기종: 8 x T-50B, 세계최초 자국산 초음속 8기 운용 에어쇼팀)
 - 국군의 날 기념 비행, 2009 서울 ADEX 기념 비행
- 2010년: AIR POWER DAY, 스페이스 첼린지 대회, 사천 항공우주 엑스포 보관됨 2013-09-14 - 웨이백 머신, F1 그랑프리 등
 - 5월: T-50B 1호기 도입
- 2011년 4월: T-50B 전력화 완료.
- 2012년: 영국 국제에어쇼(RIAT, WIAS) 참가 및 3관왕 수상.
- 2013년 4월: 제53특수비행전대로 예속전환.

## 사건사고
1998년 5월 8일,오후 2시30분께 강원도 춘천시 북산면 물로2리 인근 야산에 공군 곡예 비행팀인 블랙이글스 소속 A-37 전투기 2대가 공중에서 서로 날개가 충돌하면서 추락, 조종사 조원훈 소령(당시 33.공사 34기)이 순직하였다.
2006년 5월 5일, 어린이날 축하 비행도중 1기가 추락(A-37B). 조종사 김도현 소령이 순직하였다. 김 소령은 기체가 관객석으로 떨어지는 걸 막기 위해 끝까지 조종간을 잡고 있었던 것으로 알려졌다.
2012년 11월 15일, 10시 23분 경 강원도 횡성에서 1기 추락(T-50B). 조종사 김완희 대위가 민가를 피하려다 순직하였다.

## 기록

### 배속
- 1994년 12월 12일, 제8전투비행단, 제238비행대대, 제2비행대
- 2013년 4월, 제53특수비행전대

#### 수상
2012년 6월 30일 ~ 7월 1일 영국 와딩턴 공군기지에서 열린 국제 에어쇼에서 최우수상(The King Hussein Memorial Sword)을 받았다.
2012년 7월 7일 ~ 7월 8일 해외 국제에어쇼에 처음 참가한 공군 특수비행 블랙 이글은 영국 페어포드 공군기지에서 열린 영국 왕실이 주관 세계최대의 군수 에어쇼인 왕립국제에어타투 에어쇼에서 시범비행 최우수상(국왕 후세인 기념검(The King Hussein Memorial Sword)과 인기상(The 'As the Crows Flies' Trophy)을 받았다.

### 항공기
| 항공기                    | 생산국가 | 대수 (예비) | 운용년도        | 비고                                                                       |
| ------------------------- | -------- | ----------- | --------------- | -------------------------------------------------------------------------- |
| F-51D 머스탱              | 미국     | 4           | 1953년 ~ 1954년 | 매년 10월 1일, 국군의 날 에어쇼 공연                                       |
| T-33A 슈팅스타            | 미국     | 4           | 1956년 ~ 1959년 | 매년 10월 1일, 국군의 날 에어쇼 공연                                       |
| F-86F 세이버              | 미국     | 4           | 1959년 ~ 1966년 | 매년 10월 1일, 국군의 날 에어쇼 공연                                       |
| F-5A/RF-5A 프리덤 파이터  | 미국     | 7 (1)       | 1966년 ~ 978년  |                                                                            |
| 세스나 A-37B 드래곤플라이 | 미국     | 6 (2)       | 1994년 ~ 2007년 | 1994년 12월 12일 특수비행대 창설, 2007년 기종전환위해 일시해편             |
| KAI T-50B 골든이글        | 대한민국 | 8 (2)       | 2009년 ~ 현재   | 2009년 특수비행대대 증창설, 2011년 T-50B 전력화 완료(8대운용. 2대 예비기). |

## T-50B
T-50B 제원
- 명칭: T-50B
- 분류: 고등훈련기
- 가로 9.16m(31.0 ft)
- 세로: 13.13m(43.1 ft)
- 높이: 4.9m(16.2 ft)
- 중량: 6,441 kg(14,200 lbs)
- 속도: 마하 1.5
- 추력: 8,030 kg(17,700 lbs)
- 기동능력: -3/+8g

### T-50B 항공기 특성
T-50B는 전 세계에서 운용되는 훈련기 가운데 유일한 초음속 고등훈련기이며 가장 진보된 항공전자장비 및 비행특성을 보유하고 있다. 대한민국은 성공적으로 T-50 시리즈를 양산 및 운용함으로써 세계에서 12번째로 초음속항공기를 생산하는 국가가 되었다. 블랙이글에서 운용하는 T-50B는 T-50의 기본형태에서 에어쇼 시현을 위해 항공기 일부를 개조한 형태이며 기본적인 제원 및 성능은 T-50과 동일하다. T-50B는 에어쇼 전용 항공기로서 강렬한 인상과 공격적인 모습을 표현하기 위해 상부는 검은색, 흰색을 사용하여 독수리의 포효를 표현하였으며 하부는 검은색과 노란색을 사용하여 용맹한 맹금류의 모습을 나타내었다. 양 날개에는 관중들에게 항공기의 시인성을 높이고 비행중 상호육안확인을 통해 비행안전을 도모할 수 있도록 비지블라이트(Visible Light)를 장착하였다. 항공기 내부와 동체하부에 핀카메라가 장착되어 기동 분석 및 영상소스 확보가 가능하다. 또한 내부에 연막(Smoke) 발생장치를 장착하여 강렬하고 인상적인 굵은 연막을 만들어 낼 수 있어 보다 역동적인 에어쇼를 가능하게 하였다. T-50은 디지털 방식으로 제어되는 플라이 바이 와이어 방식으로 조종되며 저속 및 고속, 단기 및 편대비행에서 매우 훌륭한 기동성 및 조종특성을 보여준다.

### T-50B 스모크
블랙이글 에어쇼에서 볼 수 있는 굵고 진한 흰색의 연막은 항공기에 장착된 스모크 발생장치에 의해서 표현된다. 스모크 발생장치는 항공기 기체 내부에 장착되어 있으며 혼합된 오일과 디젤을 배기구쪽에 뿜어내면 엔진에서 나오는 열기에 의해 불완전연소되면서 발생된다. 항공기 내부에는 225L의 스모크 오일을 저장할 수 있는 두개의 스모크 저장장치가 있으며 조종석 내부에서 배출하는 탱크와 배출량을 선택할 수 있다. 스모크 굵기 및 농도 조절이 가능하며 스모크 생성시간은 최소 7분에서 최대 20분까지이다. 태양각, 구름, 시정, 먼지 온도, 항공기 추력, 항공기 속도 등에 의해서 같은 양이 배출되더라도 굵기와 농도는 달라 보일 수 있다.

### 기동
블랙이글(Black Eagles)은 다양한 비행능력시범, 조직의 팀워크, 정교한 비행기술을 시현할 수 있도록 약 30여개의 기동을 구사할 수 있다. 전체기동(Full Display)는 기상조건에 따라 수직기동과 편대 Roll을 포함한 High Show, 구름층이 낮을 경우 편대 수직기동을 제외한 기동으로 구성되어 있는 Low Show, 구름층이 매우 낮을 경우 모든 수직기동과 편대 Roll을 제외한 Flat Show로 구성되어 있으며 각 디스플레이는 23분이 소요된다. 전반부는 8대로 구성된 블랙이글이 8기 대형을 이루며 다양한 형상을 표현하는 대형변경능력을 선보이며 웅장한 감동을 선사한다. 후반부는 그룹별로 이루어진, 보다 역동적인 기동으로 이루어져 있으며 4~6기의 편대비행은 보다 섬세하고 세련된 정교한 편대 비행기술들을 보여주고 1~4기의 소규모 그룹의 항공기들은 보다 힘이 넘치는 아찔함을 선사한다. 에어쇼 기동 중 조종사들은 4~5g의 비행하중을 이겨내며 편대비행을 실시하고 있으며 보다 소규모의 기동, 개산(Break), 최대성능기동(Max Turn)등의 기동중에는 항공기 구조역학적인 제한치인 11g까지 도달하게 된다.

## 2013 디스플레이 구성
1. 이륙 및 집합: Wing Take off and Join to Penta(3/3/2대)
2. Change Loop: BIg Arrow to Penta Change Loop then Arrow Change(8대)
3. Change Turn: Arrow to Cross to Dimond to Albatross to Eagle (8대)
4. 원형횡전기동: Wedge Roll(8대)
5. 편대 동시횡전 기동 및 방향전환 수직원형기동: Bon Ton Roulle and Clover Loop(8대)
6. 8기 수직강하 분리기동: Rainfall(8대)
7. 동시 가위교차기동: Scissor Pass(4대)
8. 상자 교차기동: Box Cross(4대)
9. 연속 교차기동: Triple Turn(2대)
10. 편대 뚫고 지나가기: Goose(5대 + 1대)
11. 하트와 사랑의 화살: Heart and Cupid Arrow(3대)
12. 저속성능 시범: High Alpha and Loop(3대)
13. 동시 원형횡전 위치교대 및 최대추력 수직원형기동: Roll Back and Afterburner Loop(5대)
14. 태극: Taeguk(2대)
15. 항아리 교차기동: Gourd Bottle(6대)
16. 동기장 교차기동: Line Abreast Cross Break(2대)
17. 배면/정상 편대비행: Inverted Bottom Up Pass(2대)
18. 밀집편대비행: Echelon Review(4대)
19. 나선 횡전기동: Double Helix(4대)
20. 용오름 기동: Snake Rolls(4대)
21. 4기 동시교차기동: Dizzying Break(4대)
22. 횡전산개기동: Twist Roll(4대)
23. 최대성능기동 및 수직상승기동: Max Maneuver(1대)
24. 부채꼴 산개기동: Victory Break(7대)
25. 착륙 기동: Typhoon/Pitch Up Landing(8대)

## 같이 보기
- 곡예비행
- 서울에어쇼